# Adolf Schüle
Adolf Schüle (* 16. Juni 1901 in Freiburg; † 4. Juni 1967 in Tübingen) war ein deutscher Jurist.

## Leben
Von 1927 bis 1938 war Schüle Mitarbeiter am Kaiser-Wilhelm-Institut für ausländisches und öffentliches Völkerrecht und Privatdozent der Rechtswissenschaft an der Universität Berlin. 1938 bis 1945 war er Syndikus der Stickstoff-Syndikat GmbH, Berlin, und von 1945 bis 1954 Hauptgeschäftsführer der Industrie- und Handelskammer Mannheim. 1948 wurde er zum außerplanmäßigen Professor in Heidelberg ernannt. Seit 1954 bekleidete er eine ordentliche Professur für Öffentliches Recht an der Universität Tübingen.
Nach wie vor bedeutsam sind Schüles Erörterungen zur rechtlichen Interpretation von Koalitionsvereinbarungen. Einem größeren Kreis bekannt wurde er durch eine Kontroverse mit Carl Schmitt. In erhebliche Bedrängnis brachte Schüle den seinerzeit erst allmählich wieder aus der Verborgenheit auftauchenden Schmitt durch den Hinweis darauf, dass dieser „nach dem 30. Juni 1934, kaum daß die Salven der Exekutionskommandos in der Lichterfelder Kadettenanstalt verhallt sind, und da Volk und Welt von der organisierten Mordaktion der Regierung noch erzittern, in seiner Studierstube einen Aufsatz ‚Der Führer schützt das Recht‘ schreiben“ konnte (S. 730). Schüle schloss seine „eindeutige Distanzierung“ mit den Worten: „Es ist in Deutschland schon zu viel und zu lange geschwiegen worden.“
Schüle gehörte auch zu den neunundzwanzig Professoren der Politischen Wissenschaften und des Staatsrechts, die im November 1962 gegen die Zwangsmaßnahmen protestierten, denen „Der Spiegel“ wegen der Anklage des Landesverrates zeitweise ausgesetzt war (siehe Spiegel-Affäre).

## Werke
- Der Ausnahmezustand im Irischen Freistaat, Berlin 1928.
- Das Problem der einstweiligen Verfügbarkeit in der deutschen Reichsstaatsgerichtsbarkeit, Berlin 1932.
- Staat und Selbstverwaltung in England, Berlin 1933.
- Einstweilige Verfügungen in der Staatsgerichtsbarkeit, Tübingen 1933.
- Die Umwandlung völkerrechtlicher Verträge des Deutschen Reichs in deutsches Landesrecht, Berlin 1936.
- Verfassung und Wirtschaft, Mannheim 1948.
- Staatliche Personalämter und berufsgenossenschaftliche Selbstverwaltung, Tübingen [1950].
- Demokratie als politische Form und als Lebensform, in: Rechtsprobleme in Staat und Kirche – Festschrift für Rudolf Smend zum 70. Geburtstag am 15. Januar 1952, Göttingen 1952, 321–344.
- Der streitentscheidende Verwaltungsakt, in: Staats- und Verwaltungswissenschaftliche Beiträge, Stuttgart 1960, S. 277–297.
- Persönlichkeitsschutz und Pressefreiheit, Tübingen 1961.
- Die Entscheidung des internationalen Richters ex aequo et bono, in: Summum ius summa iniuria, Tübingen 1963, S. 224–239.
- Koalitionsvereinbarungen im Lichte des Verfassungsrechts, Tübingen 1964.
- Bundeswehr und Recht, Köln 1965.